# Metagonia mariguitarensis
Metagonia mariguitarensis là một loài nhện trong họ Pholcidae. Loài này được phát hiện ở Venezuela, Brasil và Peru.